# Roberto González Díaz-Durán
Roberto González Díaz-Durán (Ciudad de Guatemala, 15 de noviembre de 1967) es un economista y político guatemalteco. Fue ministro de Energía y Minas, entre 2004 y 2005, durante el gobierno de Óscar Berger. 
Fue presidente del Instituto Nacional de Electrificación (INDE), entre 2005 y 2006. Luego fue elegido concejal V de la Municipalidad de la Ciudad de Guatemala. En 2007 compitió como candidato a la silla edilicia de la Ciudad de Guatemala, por el partido Gran Alianza Nacional, obteniendo el segundo lugar con 118,364 votos, 30% del electorado. En 2011, compitió nuevamente en las elecciones municipales, esta vez por el partido Compromiso, Renovación y Orden (CREO), obteniendo nuevamente el segundo lugar con 145,341 votos, 29.62% del electorado.
Fue candidato presidencial en las elecciones generales de 2015 por la coalición CREO–Unionista. En 2019 y 2023 fue nuevamente candidato para alcalde de la Ciudad de Guatemala, obtuvo el segundo lugar de la elección.

## Biografía
Nació en la Ciudad de Guatemala, en 1967, hijo de Carlos González Cheesman y Emilia Díaz-Durán de González. Estudió su primaria y su educación posterior en el Liceo Javier. Economista de profesión graduado en la Universidad Francisco Marroquín de Guatemala, cursó en Chile una especialización en Evaluación de Proyectos. Actualmente imparte cátedras en la Universidad Francisco Marroquín.

## Carrera política
Su carrera política inició en 1991, cuando fue nombrado subgerente del departamento de EMPAGUA de la Municipalidad de Guatemala, finalizó su cargo en 1995; fue también cofundador de EMETRA y de la Policía Municipal de Tránsito (PMT). En 2004 formó parte de la corporación municipal de Guatemala como concejal V, siendo alcalde Álvaro Arzú. Es designado por Óscar Berger, Presidente de Guatemala entre 2004 y 2008, como Ministro de Energía y Minas, cargo que ocupó desde 2004 hasta 2005. 
Posteriormente en 2005 toma el cargo de Presidente del Instituto Nacional de Electrificación (INDE), donde estuvo hasta 2006. Fue Gerente de la Presidencia de la República entre 2005 y 2007. En 2007 renunció a este cargo y también al cargo de concejal V que tenía en la municipalidad metropolitana, con el objetivo de poder participar en las elecciones municipales de 2007, como candidato a alcalde.
En 2007, se presentó por primera vez como candidato a alcalde por el partido Gran Alianza Nacional (GANA), obteniendo el segundo lugar con 118,364 votos, 30% del electorado.
El 27 de octubre de 2010, cofundó el partido político centro-derechista CREO. En 2011, se presentó nuevamente como candidato a alcalde, esta vez por el partido Compromiso, Renovación y Orden (CREO), quedó nuevamente en segundo lugar con 145,341 votos, 29.62% del electorado.
Fue elegido secretario general del partido Compromiso, Renovación y Orden, el 13 de marzo de 2013.
En el proceso electoral de 2015, fue candidato presidencial de la coalición CREO-Unionista.

## Lectura recomendada
- Casaús Arzú, Marta Elena. «El papel de las redes familiares en la configuración de l la élite de poder centroamericana (El caso de la familia Díaz Durán)». Revista Realidad (El Salvador: Universidad Centroamericana). Archivado desde el original el 27 de marzo de 2015. Consultado el 10 de mayo de 2015.

- Datos: Q16625652
- Multimedia: Roberto Gonzalez / Q16625652